# Чемпионат Кипра по футболу
Первый дивизион чемпионата Кипра по футболу (греч. Πρωτάθλημα Α΄ Κατηγορίας) — высшая лига футбольной системы Кипра. Также употребляется название Кипрская лига Stoiximan по названию спонсора, букмекерской компании Stoiximan.
Чемпионат организован Кипрской футбольной ассоциацией. В лиге принимают участие 14 команд, турнир проводится с августа по май, команды, занявшие последние три места, вылетают во Второй дивизион, а их место занимают три лучшие команды этого дивизиона.

## История
Футбол на Кипр привезли британцы в начале 20 века. Изначально в него играли в школах, но он оказался очень популярным, и было сформировано несколько клубов.
В 1911 году в Фамагусте был основан футбольный клуб «Анортосис», после чего было создано много других клубов. В 1932 году начался ежегодный чемпионат Кипра, сначала неофициально. Каждый сезон организовывали разные клубы, что вызывало конфликты между некоторыми командами.
По мере того, как футбол становился всё более популярным, клубы объединились, согласившись с тем, что необходим официальный орган для регулирования этого вида спорта. В сентябре 1934 года была образована Кипрская футбольная ассоциация (CFA), после чего чемпионат и кубок Кипра стали проводиться ежегодно. Первым чемпионом Кипра в 1935 году стал «Траст», который закрылся три года спустя. В 1930-х годах доминировал АПОЭЛ из Никосии, который выиграл пять чемпионатов подряд. Как и другие чемпионаты по всему миру, чемпионат Кипра был прерван с 1941 по 1945 годы из-за Второй мировой войны.
В 1955 году «Четинкая Тюрк», которая была единственной турецко-кипрской командой в чемпионате Кипра начиная с сезона 1934/35, вышла из турнира и вместе с другими турецко-кипрскими командами основала Ассоциацию футбола кипрских турков со своими собственными соревнованиями. Причина этого была политической, так как турки-киприоты выступали против антиколониальной борьбы ЭОКА и объединения с Грецией. Однако эта федерация так и не была признана, и ни одной из её команд не было разрешено играть в международных соревнованиях.
За независимостью Кипра в 1960 году последовало полное членство в УЕФА для Кипрской футбольной ассоциации в 1962 году. С 1963 года чемпионы Кипра могли участвовать в Кубке европейских чемпионов, а обладатели кубка — в Кубке обладателей кубков. В 1971 году кипрские команды начали участвовать в Кубке УЕФА. С 1967 по 1974 годы чемпионы Кипра переходили в Греческий первый национальный дивизион. Кипрские команды каждый сезон выбывали из высшего дивизиона Греции, за исключением сезона 1973/74, когда АПОЭЛу удалось остаться в чемпионате, что означало, что в турнире будет участвовать две команды от Кипра. Однако из-за турецкого вторжения на Кипр в том году АПОЭЛ и «Омония» (чемпион Кипра сезона 1973/74) вышли из лиги.

## Формат

### Текущий формат
Начиная с сезона 2022/23 в лиге соревнуются 14 клубов, рейтинг которых основан на системе очков, описанной ниже. Каждый клуб играет с каждой командой дважды, дома и на выезде, в общей сложности 26 игр для каждого клуба. Это называется первым раундом. Во втором раунде команды делятся на две группы: команды, занявшие с 1-го по 6-е место, соревнуются за чемпионство и еврокубки в группе A, в то время как восемь нижних команд сражаются за то, чтобы избежать вылета во Второй дивизион в группе B. Очки и критерии каждой команды, такие как разница мячей, забитые голы и т. д., сохраняются при переходе из первого во второй раунд. Аналогично первому раунду, каждый клуб играет с другими командами дважды, в общей сложности 10 или 14 игр для каждого клуба в группе A и группе B соответственно.
В конце второго раунда клуб, занявший 1-е место в группе A, становится чемпионом Кипра. Чемпион получает право на участие в Лиге чемпионов, а команды, занявшие второе и третье места, попадают в Лигу конференций. Если обладатели кубка занимают третье или более высокое место, команда, занявшая четвертое место, также попадает в Лигу конференций. Три худшие команды группы B вылетают во Второй дивизион.

## Участники сезона 2024/25
| Клуб         | Город                   | Место в сезоне 2023/24     |
| ------------ | ----------------------- | -------------------------- |
| АЕК          | Ларнака                 | 2-е                        |
| АЕЛ          | Лимасол                 | 8-е                        |
| Анортосис    | Фамагуста               | 6-е                        |
| Аполлон      | Лимасол                 | 7-е                        |
| АПОЭЛ        | Никосия                 | 1-е                        |
| Арис         | Лимасол                 | 4-е                        |
| Кармиотисса  | Пано Полемидия, Лимасол | 11-е                       |
| Неа Саламина | Фамагуста               | 9-е                        |
| Омония       | Арадипу, Ларнака        | 1-е место во 2-м дивизионе |
| Омония       | Никосия                 | 3-е                        |
| Омония 29М   | Никосия                 | 2-е место во 2-м дивизионе |
| Пафос        | Пафос                   | 5-е                        |
| Эносис       | Паралимни, Фамагуста    | 3-е место во 2-м дивизионе |
| Этникос      | Ахна, Фамагуста         | 10-е                       |

## Чемпионы
| Сезон   | Чемпион                                  |
| ------- | ---------------------------------------- |
| 1934/35 | «Траст» Никосия                          |
| 1935/36 | АПОЭЛ Никосия                            |
| 1936/37 | АПОЭЛ Никосия                            |
| 1937/38 | АПОЭЛ Никосия                            |
| 1938/39 | АПОЭЛ Никосия                            |
| 1939/40 | АПОЭЛ Никосия                            |
| 1940/41 | АЕЛ Лимасол                              |
| 1941—44 | Не проводился из-за Второй мировой войны |
| 1944/45 | ЭПА Ларнака                              |
| 1945/46 | ЭПА Ларнака                              |
| 1946/47 | АПОЭЛ Никосия                            |
| 1947/48 | АПОЭЛ Никосия                            |
| 1948/49 | АПОЭЛ Никосия                            |
| 1949/50 | «Анортосис» Фамагуста                    |
| 1950/51 | «Четинкая Тюрк» Никосия                  |
| 1951/52 | АПОЭЛ Никосия                            |
| 1952/53 | АЕЛ Лимасол                              |
| 1953/54 | «Пезопорикос» Ларнака                    |
| 1954/55 | АЕЛ Лимасол                              |
| 1955/56 | АЕЛ Лимасол                              |
| 1956/57 | «Анортосис» Фамагуста                    |
| 1957/58 | «Анортосис» Фамагуста                    |
| 1958/59 | Не проводился                            |
| 1959/60 | «Анортосис» Фамагуста                    |
| 1960/61 | «Омония» Никосия                         |
| 1961/62 | «Анортосис» Фамагуста                    |
| 1962/63 | «Анортосис» Фамагуста                    |
| 1963/64 | Не проводился                            |
| 1964/65 | АПОЭЛ Никосия                            |
| 1965/66 | «Омония» Никосия                         |
| 1966/67 | «Олимпиакос» Никосия                     |
| 1967/68 | АЕЛ Лимасол                              |
| 1968/69 | «Олимпиакос» Никосия                     |
| 1969/70 | ЭПА Ларнака                              |
| 1970/71 | «Олимпиакос» Никосия                     |
| 1971/72 | «Омония» Никосия                         |
| 1972/73 | АПОЭЛ Никосия                            |
| 1973/74 | «Омония» Никосия                         |
| 1974/75 | «Омония» Никосия                         |
| 1975/76 | «Омония» Никосия                         |
| 1976/77 | «Омония» Никосия                         |
| 1977/78 | «Омония» Никосия                         |
| 1978/79 | «Омония» Никосия                         |
| 1979/80 | АПОЭЛ Никосия                            |
| 1980/81 | «Омония» Никосия                         |
| 1981/82 | «Омония» Никосия                         |
| 1982/83 | «Омония» Никосия                         |
| 1983/84 | «Омония» Никосия                         |
| 1984/85 | «Омония» Никосия                         |
| 1985/86 | АПОЭЛ Никосия                            |
| 1986/87 | «Омония» Никосия                         |
| 1987/88 | «Пезопорикос» Ларнака                    |
| 1988/89 | «Омония» Никосия                         |
| 1989/90 | АПОЭЛ Никосия                            |
| 1990/91 | «Аполлон» Лимасол                        |
| 1991/92 | АПОЭЛ Никосия                            |
| 1992/93 | «Омония» Никосия                         |
| 1993/94 | «Аполлон» Лимасол                        |
| 1994/95 | «Анортосис» Фамагуста                    |
| 1995/96 | АПОЭЛ Никосия                            |
| 1996/97 | «Анортосис» Фамагуста                    |
| 1997/98 | «Анортосис» Фамагуста                    |
| 1998/99 | «Анортосис» Фамагуста                    |
| 1999/00 | «Анортосис» Фамагуста                    |
| 2000/01 | «Омония» Никосия                         |
| 2001/02 | АПОЭЛ Никосия                            |
| 2002/03 | «Омония» Никосия                         |
| 2003/04 | АПОЭЛ Никосия                            |
| 2004/05 | «Анортосис» Фамагуста                    |
| 2005/06 | «Аполлон» Лимасол                        |
| 2006/07 | АПОЭЛ Никосия                            |
| 2007/08 | «Анортосис» Фамагуста                    |
| 2008/09 | АПОЭЛ Никосия                            |
| 2009/10 | «Омония» Никосия                         |
| 2010/11 | АПОЭЛ Никосия                            |
| 2011/12 | АЕЛ Лимасол                              |
| 2012/13 | АПОЭЛ Никосия                            |
| 2013/14 | АПОЭЛ Никосия                            |
| 2014/15 | АПОЭЛ Никосия                            |
| 2015/16 | АПОЭЛ Никосия                            |
| 2016/17 | АПОЭЛ Никосия                            |
| 2017/18 | АПОЭЛ Никосия                            |
| 2018/19 | АПОЭЛ Никосия                            |
| 2019/20 | Был прерван досрочно                     |
| 2020/21 | «Омония» Никосия                         |
| 2021/22 | «Аполлон» Лимасол                        |
| 2022/23 | «Арис» Лимасол                           |
| 2023/24 | АПОЭЛ Никосия                            |
| 2024/25 | «Пафос»                                  |

### Титулы по клубам
| Клуб                    | Титулов | Сезоны |
| ----------------------- | ------- | --- |
| АПОЭЛ Никосия           | 29      | 1936, 1937, 1938, 1939, 1940, 1947, 1948, 1949, 1952, 1965, 1973, 1980, 1986, 1990, 1992, 1996, 2002, 2004, 2007, 2009, 2011, 2013, 2014, 2015, 2016, 2017, 2018, 2019, 2024 |
| «Омония» Никосия        | 21      | 1961, 1966, 1972, 1974, 1975, 1976, 1977, 1978, 1979, 1981, 1982, 1983, 1984, 1985, 1987, 1989, 1993, 2001, 2003, 2010, 2021                                                 |
| «Анортосис» Фамагуста   | 13      | 1950, 1957, 1958, 1960, 1962, 1963, 1995, 1997, 1998, 1999, 2000, 2005, 2008                                                                                                 |
| АЕЛ Лимасол             | 6       | 1941, 1953, 1955, 1956, 1968, 2012 |
| «Аполлон» Лимасол       | 4       | 1991, 1994, 2006, 2022 |
| «Олимпиакос» Никосия    | 3       | 1967, 1969, 1971 |
| ЭПА Ларнака             | 3       | 1945, 1946, 1970 |
| «Пезопорикос» Ларнака   | 2       | 1954, 1988 |
| «Траст» Никосия         | 1       | 1935 |
| «Четинкая Тюрк» Никосия | 1       | 1951 |
| «Арис» Лимасол          | 1       | 2023 |
| «Пафос»                 | 1       | 2025 |